# Dąb (powiat kętrzyński)
Dąb (niem. Eichenau) – opuszczona osada, nazwa zniesiona w Polsce, położona w województwie warmińsko-mazurskim, w powiecie kętrzyńskim, w gminie Korsze.
Nazwę zniesiono z 2025 r.
W latach 1975–1998 miejscowość administracyjnie należała do województwa olsztyńskiego.
W miejscowości brak zabudowy.